# Замоскворецкая линия
Замоскворе́цкая линия (до 1990 года — Го́рьковско-Замоскворе́цкая; при открытии 11 сентября 1938 года — Го́рьковский радиус по Горьковской (ныне — Тверской улице) — вторая по официальной нумерации (третья по хронологии) линия Московского метрополитена. Связывает центр с севером города (район Ховрино и районы, прилегающие к Ленинградскому шоссе), и южными Коломенским и крупными жилмассивами Царицыно, Орехово-Борисово и Братеево. На схемах обозначается зелёным цветом и числом  .
Почти вся линия находится под землёй, за исключением станции «Технопарк» и прилегающих к ней перегонов, где линия выходит на поверхность и по Нагатинскому мосту пересекает Москву-реку. Одна из двух линий Московского метрополитена, пересекающих Москву-реку более чем в двух точках (в трёх; Кольцевая линия — в четырёх, но без выхода на поверхность).
Линия имеет длину 42,8 км и 24 станции. Среднее время поездки по всей линии 62 минуты. Средняя скорость движения подвижного состава 42 км/ч. В 2010 году линию обслуживали 720 вагонов, из которых формировались восьмивагонные поезда.
По состоянию на 2016 год пассажиропоток на Замоскворецкой линии составлял 1 287 800 человек в сутки.
С первоначальным названием линии — Горьковский радиус — связана литера электровагона «Г» (81-701).

## История

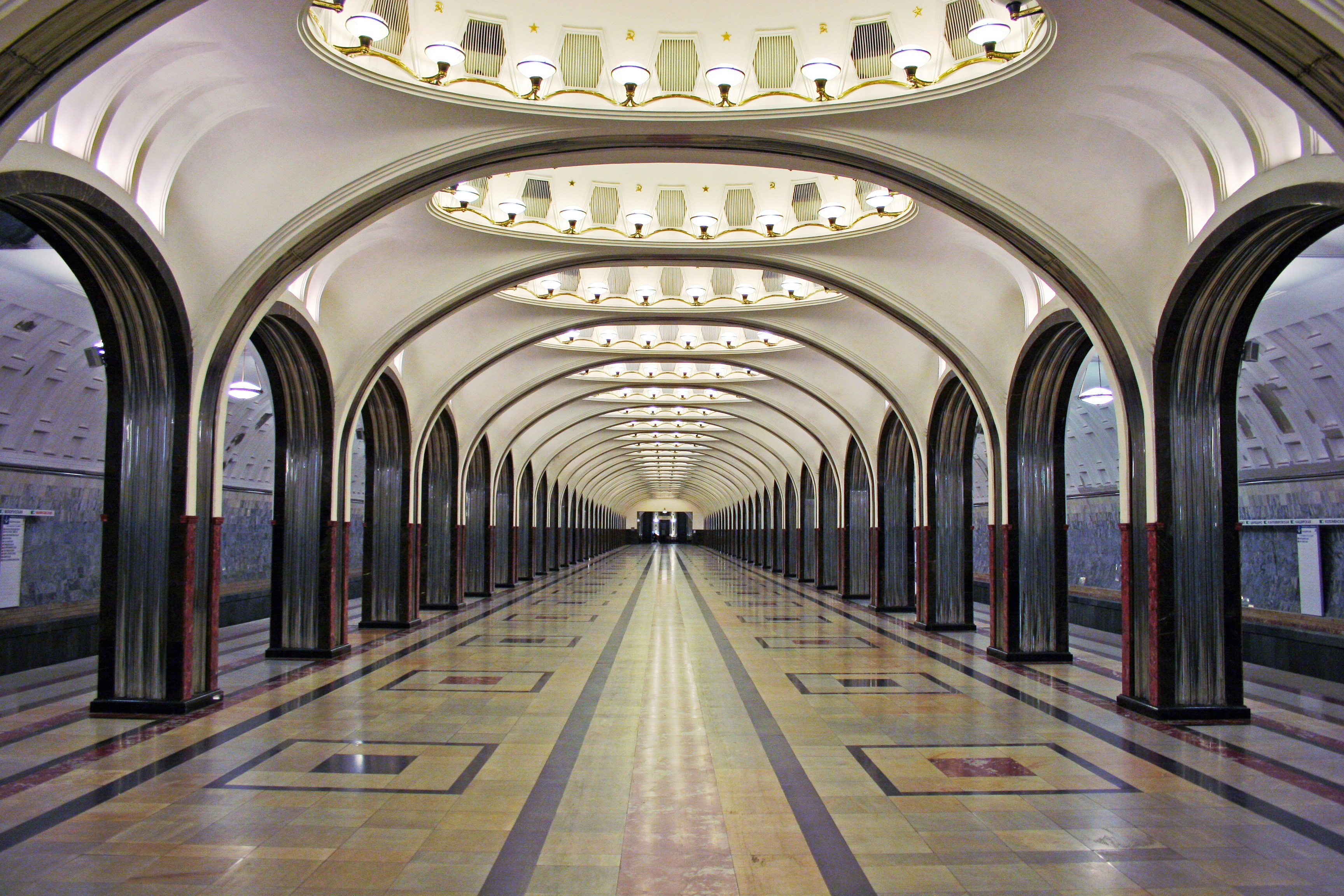
Станция

Первый участок тогдашнего Горьковского радиуса был пущен в 1938 году от станции «Сокол» до «Площади Свердлова» (ныне «Театральная»). Линия разгрузила Ленинградский проспект и улицу Горького (ныне Тверская), соединив также Московский аэровокзал и Белорусский вокзал. Особенность первых станций — архитектурные решения в стиле ар-деко, прообраз будущих элементов сталинского ампира послевоенных станций. Участок включал в себя знаменитую «Маяковскую», которая признана одним из лучших не только архитектурных, но и инженерных достижений в подземном строительстве — она является первой в мире колонной станцией глубокого заложения (33 м). Для экономии и ускорения сооружения первого участка были исключены запланированные в первоначальном проекте линии станции «Советская», «Пушкинская площадь» (сооружена в 1979 году как «Горьковская», впоследствии переименована в «Тверскую») и «Бега».
Второй участок линии (продление на юг, третья очередь метрополитена) начал строиться незадолго до начала Великой Отечественной войны. Строительство было прервано только осенью 1941 года, когда гитлеровские войска подошли к Москве. Однако уже в мае 1942 года работы возобновились, и 1 января 1943 года состоялось открытие участка (первоначально без станций «Новокузнецкая» и «Павелецкая», которые были открыты позже уже в составе действующей линии). Трассировка продлила путь вдоль Красной площади и под Москва-рекой в Замоскворечье, через Павелецкий вокзал и дошла до станции «Завод имени Сталина» (ныне «Автозаводская») рядом с одноимённым крупнейшим предприятием Москвы. Для экономии и ускорения сооружения этого участка также были исключены запланированные в первоначальном проекте линии станции «Москворецкая», «Вишняковский переулок» и «Дербеневская».
В дальнейшем линия продлевалась в окраинные районы города, сначала на север, затем на юг. В 1964 году линия дошла до станции «Речной вокзал» рядом с Северным речным вокзалом на канале имени Москвы. В 1969 году открылся участок от станции «Автозаводская» через Нагатинскую пойму, по Нагатинскому метромосту, через музей-заповедник Коломенское, до станции «Каховская». В 1979 году на оставленном на первом участке заделе под станцию «Пушкинская площадь» без остановки движения на линии была сооружена станция «Горьковская» (ныне «Тверская»).
В 1984—1985 годах был открыт участок от «Каширской» до «Орехово» и далее до «Красногвардейской» — линия пришла в район массовой жилой застройки Орехово-Борисово. На станции «Каширская» было организовано вилочное разветвление, и поезда от «Речного вокзала» начали ходить до «Красногвардейской» и «Каховской» в соотношении 2:1. Из-за большой нагрузки на линию в 1995 году было принято решение участок от «Каширской» до «Каховской» преобразовать в отдельную линию — Каховскую.
В 2012 году линия была продлена от станции «Красногвардейская» до станции «Алма-Атинская» в район Братеево. Через 2 года на ответвлении от этого участка открылось электродепо «Братеево». В конце 2015 года на открытом перегоне между станциями «Автозаводская» и «Коломенская» открыта станция «Технопарк». Станция имеет выход к проспекту Андропова и технопарку Nagatino i-Land, возведённому на части площадей ЗИЛ.
В декабре 2017 года линия была продлена на 2,9 км в северном направлении от станции «Речной вокзал» до станции «Ховрино», которая открылась для пассажиров в последний день года — 31 декабря. На данном участке также находится промежуточная станция «Беломорская», строительство которой временно приостанавливалось, в связи с чем к моменту запуска участка она была возведена только наполовину и её открытие состоялось на действующем перегоне 20 декабря 2018 года.
С 12 ноября 2022 года по 10 мая 2023 года был закрыт участок линии между станциями «Автозаводская» и «Орехово» для реконструкции участка тоннеля между «Царицыно» и «Кантемировской». На время закрытия для пассажиров были организованы временные автобусные маршруты КМ1 (метро Автозаводская — метро Царицыно, через платформу МЦД-2 «Москворечье») и КМ2 (метро Автозаводская — метро Орехово), проработавшие до 9 мая включительно. Проезд в этих автобусах был бесплатным. 
Линия использовалась для обкатки (испытаний) нового подвижного состава на перегоне от станции «Белорусская» до станции «Динамо», поскольку на этом прямом участке поездам было разрешено разгоняться на максимальную конструкционную скорость 100 км/ч (при максимально допустимой АЛС-АРС 80 км/ч).

## Зонный оборот поездов
По причине невозможности в часы пик организовать оборот всех поездов на конечной станции (заезд в тупик, смена «головы», перевод стрелки и выезд занимают больше времени, чем интервал движения, особенно если учесть пересечение траекторий поездов на въезде и выезде), организуют зонные обороты поездов, то есть поезда следуют не до конечной станции, а до станции, где есть путевое развитие и возможность быстро организовать оборот поезда.
На Замоскворецкой линии для этих целей используют станции «Белорусская», «Сокол» и «Речной вокзал» — при движении до станции «Ховрино». При движении в сторону станции «Алма-Атинская» два из трёх поездов следуют до станции «Красногвардейская», реже используется станция «Орехово» (в часы пик и для ночного отстоя поездов).

## Станции
|       | Название станции Прежние названия                                | Дата открытия    | Пере- садки | Глубина, м | Тип конструкции                                                                                   | Координаты                      | Вид станции |
| ----- | ---------------------------------------------------------------- | ---------------- | ----------- | ---------- | ------------------------------------------------------------------------------------------------- | ------------------------------- | ----------- |
| @2 01 | «Ховрино»                                                        | 31 декабря 2017  | D3          | −14        | колонная мелкого заложения двухпролётная                                                          | 55°52′44″ с. ш. 37°28′53″ в. д. |             |
| @2 02 | «Беломорская»                                                    | 20 декабря 2018  |             | −18        | колонная мелкого заложения двухпролётная                                                          | 55°51′57″ с. ш. 37°28′35″ в. д. |             |
| @2 03 | «Речной вокзал»                                                  | 31 декабря 1964  |             | −6         | колонная мелкого заложения трёхпролётная                                                          | 55°51′18″ с. ш. 37°28′34″ в. д. |             |
| @2 04 | «Водный стадион»                                                 | 31 декабря 1964  |             | −6         | колонная мелкого заложения трёхпролётная                                                          | 55°50′23″ с. ш. 37°29′12″ в. д. |             |
| @2 05 | «Войковская»                                                     | 31 декабря 1964  | 14 14 D2    | −7         | колонная мелкого заложения трёхпролётная                                                          | 55°49′08″ с. ш. 37°29′53″ в. д. |             |
| @2 06 | «Сокол»                                                          | 11 сентября 1938 |             | −9,6       | колонная мелкого заложения двухпролётная                                                          | 55°48′18″ с. ш. 37°30′55″ в. д. |             |
| @2 07 | «Аэропорт»                                                       | 11 сентября 1938 |             | −10        | односводчатая мелкого заложения                                                                   | 55°48′01″ с. ш. 37°31′58″ в. д. |             |
| @2 08 | «Динамо»                                                         | 11 сентября 1938 | 11          | −39,6      | пилонная глубокого заложения трёхсводчатая                                                        | 55°47′23″ с. ш. 37°33′29″ в. д. |             |
| @2 09 | «Белорусская»                                                    | 11 сентября 1938 | 05 D1 D4    | −33,1      | пилонная глубокого заложения трёхсводчатая                                                        | 55°46′36″ с. ш. 37°35′01″ в. д. |             |
| @2 10 | «Маяковская»                                                     | 11 сентября 1938 |             | −33,1      | колонная глубокого заложения трёхсводчатая                                                        | 55°46′12″ с. ш. 37°35′45″ в. д. |             |
| @2 11 | «Тверская» Горьковская (с 20.07.1979 до 05.11.1990)              | 20 июля 1979     | 07 09       | −42        | пилонная глубокого заложения трёхсводчатая                                                        | 55°45′53″ с. ш. 37°36′23″ в. д. |             |
| @2 12 | «Театральная» Площадь Свердлова (с 11.09.1938 до 05.11.1990)     | 11 сентября 1938 | 01 03       | −33,9      | пилонная глубокого заложения трёхсводчатая                                                        | 55°45′28″ с. ш. 37°37′08″ в. д. |             |
| @2 13 | «Новокузнецкая»                                                  | 20 ноября 1943   | 06 08       | −37,5      | пилонная глубокого заложения трёхсводчатая                                                        | 55°44′29″ с. ш. 37°37′46″ в. д. |             |
| @2 14 | «Павелецкая»                                                     | 20 ноября 1943   | 05          | −33,5      | колонная глубокого заложения трёхсводчатая (До реконструкции — двухсводчатая глубокого заложения) | 55°43′50″ с. ш. 37°38′16″ в. д. |             |
| @2 15 | «Автозаводская» Завод имени Сталина (с 01.01.1943 до 05.07.1956) | 1 января 1943    | 14          | −11        | колонная мелкого заложения трёхпролётная                                                          | 55°42′27″ с. ш. 37°39′27″ в. д. |             |
| @2 16 | «Технопарк»                                                      | 28 декабря 2015  |             | 0          | наземная, крытая колонная трёхпролётная                                                           | 55°41′38″ с. ш. 37°39′52″ в. д. |             |
| @2 17 | «Коломенская»                                                    | 11 августа 1969  |             | −9         | колонная мелкого заложения трёхпролётная                                                          | 55°40′43″ с. ш. 37°39′50″ в. д. |             |
| @2 18 | «Каширская»                                                      | 11 августа 1969  | 11          | −7         | колонная мелкого заложения трёхпролётная                                                          | 55°39′18″ с. ш. 37°38′55″ в. д. |             |
| @2 19 | «Кантемировская»                                                 | 30 декабря 1984  |             | −8         | односводчатая мелкого заложения                                                                   | 55°38′09″ с. ш. 37°39′23″ в. д. |             |
| @2 20 | «Царицыно» Ленино (с 30.12.1984 до 05.11.1990)                   | 30 декабря 1984  | D2          | −8         | колонная мелкого заложения трёхпролётная                                                          | 55°37′17″ с. ш. 37°40′10″ в. д. |             |
| @2 21 | «Орехово»                                                        | 30 декабря 1984  |             | −9         | колонная мелкого заложения трёхпролётная                                                          | 55°36′48″ с. ш. 37°41′42″ в. д. |             |
| @2 22 | «Домодедовская»                                                  | 7 сентября 1985  |             | −9,5       | колонная мелкого заложения трёхпролётная                                                          | 55°36′39″ с. ш. 37°43′07″ в. д. |             |
| @2 23 | «Красногвардейская»                                              | 7 сентября 1985  | 10          | −9         | односводчатая мелкого заложения                                                                   | 55°36′49″ с. ш. 37°44′40″ в. д. |             |
| @2 24 | «Алма-Атинская»                                                  | 24 декабря 2012  |             | −10        | односводчатая мелкого заложения                                                                   | 55°37′57″ с. ш. 37°45′58″ в. д. |             |

## Депо и подвижной состав
| Электродепо           | Период      |
| --------------------- | ----------- |
| ТЧ-2 «Сокол»          | с 1938 года |
| ТЧ-7 «Замоскворецкое» | 1969—2021   |
| ТЧ-17 «Братеево»      | 2014—2025   |
| ТЧ-17 «Южное»         | с 2025 года |

Депо ТЧ-7 «Замоскворецкое» в декабре 2021 года стало обслуживать Большую кольцевую линию (в связи с открытием участка линии до станции «Каховская»).

### Количество вагонов в поезде

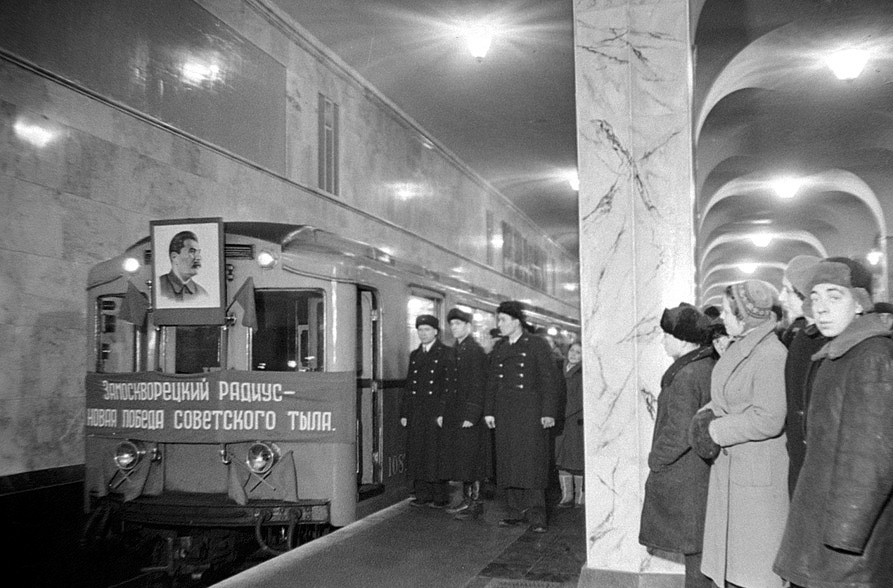
Электропоезд из вагонов типа Б на станции «Завод имени Сталина», год

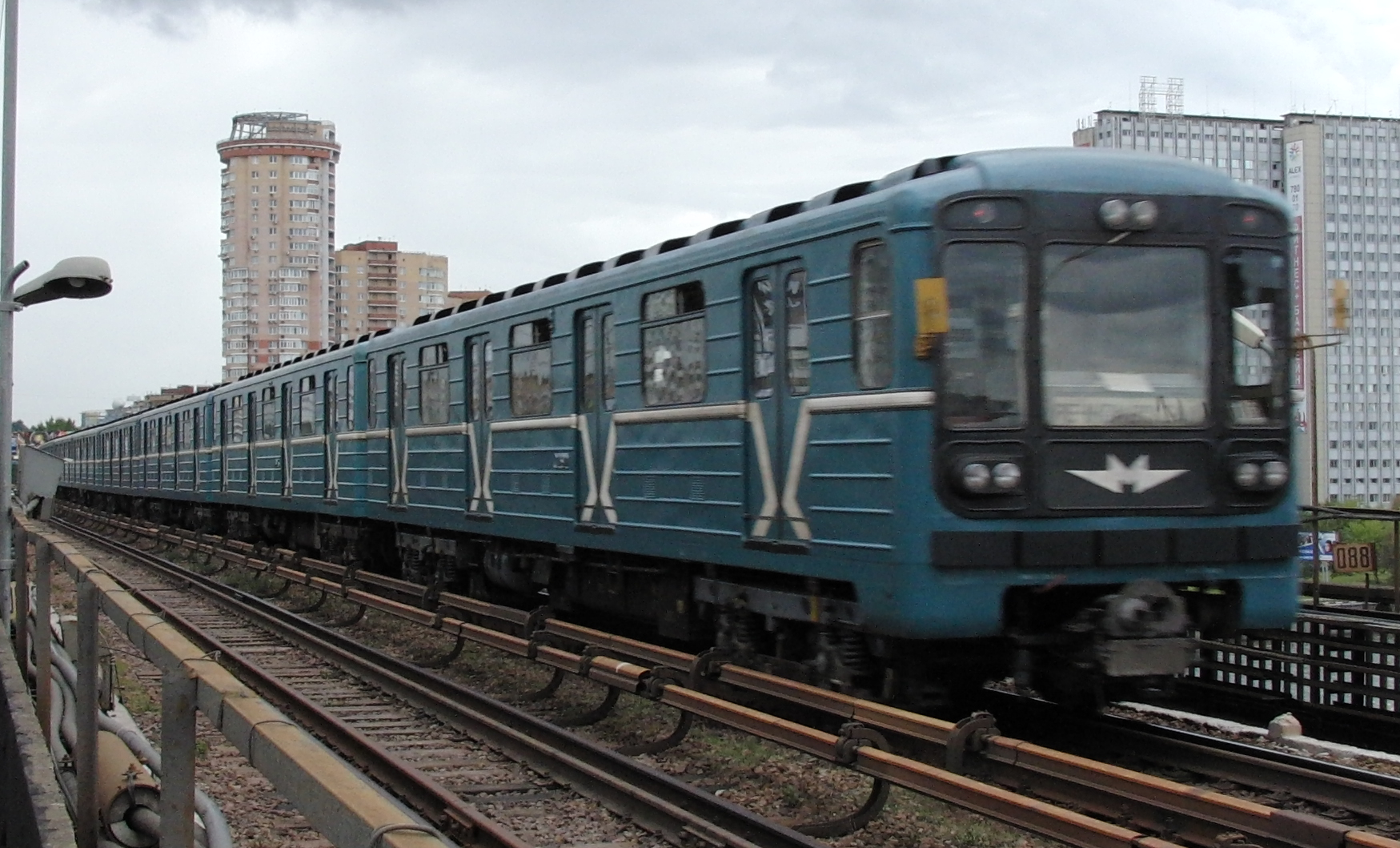
Электропоезд из вагонов 81-717/714 при въезде на Нагатинский метромост. Основной тип подвижного состава на линии

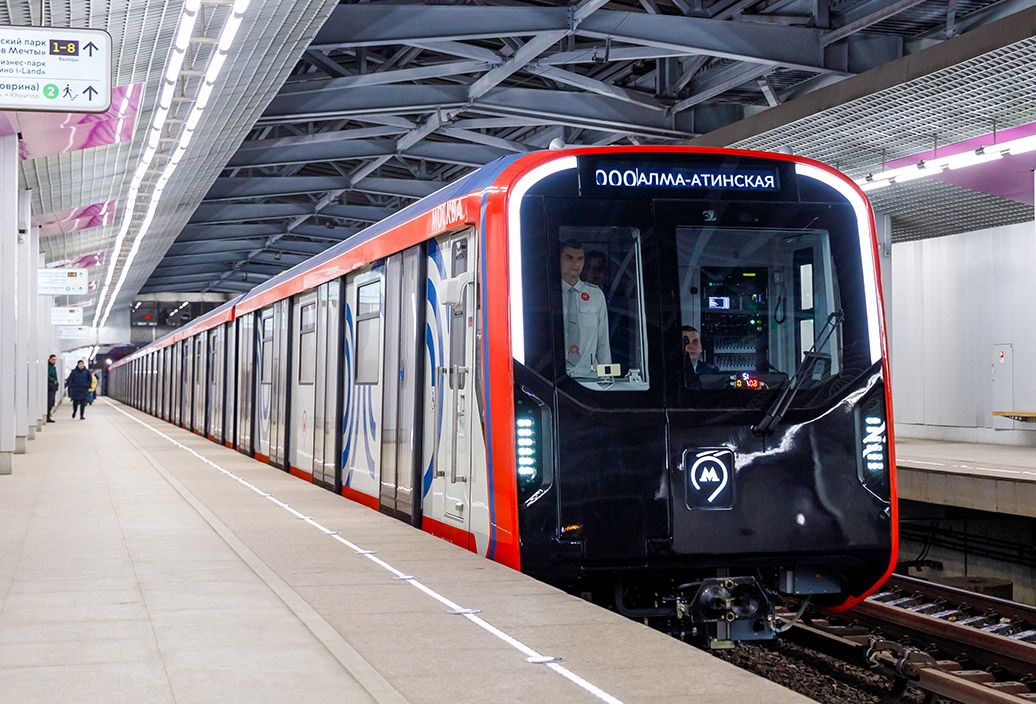
Электропоезд из вагонов 81-775.2/776.2/777.2 «Москва-2024» на станции

| Количество | Период      |
| ---------- | ----------- |
| 4          | 1938—1947   |
| 6          | 1941—1962   |
| 7          | 1962—1986   |
| 8          | с 1986 года |

### Тип подвижного состава
| Тип                                | Период                                   |
| ---------------------------------- | ---------------------------------------- |
| А                                  | 1938—1951                                |
| Б                                  | 1938—1950                                |
| В                                  | 1949—1954                                |
| Г                                  | 1947—1965                                |
| Е                                  | 1963—1989                                |
| Еж, Еж1, Ем-508, Ем-509            | 1970—1989                                |
| Еж3/Ем-508Т                        | 1978—1983 2017—2018 (новогодний поезд)   |
| 81-717/714                         | 1979—2024                                |
| 81-717.5/714.5                     | с 1988 года 2024—2025 (новогодний поезд) |
| 81-717.6К/714.6К                   | 2007—2009 (обкатка)                      |
| 81-717.5М/714.5М                   | с 2019 года                              |
| 81-775/776/777 «Москва-2020»       | 2023—2024 (обкатка)                      |
| 81-775.2/776.2/777.2 «Москва-2024» | с 2024 года                              |
| «Москва-2026»                      | с 2025 года (планируется)                |

По состоянию на 2024 год основу парка подвижного состава на Замоскворецкой линии всё ещё составляют модификации составов серии 81-717/714 . С 2008 года ведётся капитальный ремонт эксплуатируемых вагонов на АО «Метровагонмаш» (до 2011 года) и ОЭВРЗ (с 2011 года). В 2018 году на линию планировались поставки новых поездов 81-765/766/767 «Москва», однако они не были осуществлены. В конце 2023 года на линии была начата обкатка поезда 81-775/776/777 «Москва-2020», а в начале 2024 года — первого поезда модификации 81-775.2/776.2/777.2 «Москва-2024». 11 марта 2024 года началась пассажирская эксплуатация данной модели. Планируется постепенная замена старых поездов и завершение обновление подвижного состава в 2026 году, после чего начнётся его обновление на Люблинско-Дмитровской линии — последней, целиком состоящей из вагонов с реостатно-контакторной системой управления.

### Именные поезда
На линии эксплуатировался самый старый именной поезд московского метрополитена — «Народный ополченец», начавший курсировать ещё в 1988 году и выведенный из эксплуатации 15 марта 2023 года. За время существования поезда его экспозиция несколько раз обновлялась: 8 ноября 2006 года салоны «Народного ополченца» были оформлены историческими плакатами, рассказывающими об участии народных ополченцев в Великой Отечественной войне, а также архивными фотографиями, снаружи вагоны украсили военной символикой; 7 мая 2015 года состав был обновлён к празднованию 70-летия Победы; последний раз вагоны поезда получили новое оформление в мае 2020 года — к празднованию 75-летия Победы.

## Средства сигнализации и связи
Основное средство сигнализации — двухзначная автоблокировка с автостопами и защитными участками, дополненная АЛС-АРС и сигналами «один жёлтый огонь», «один жёлтый и один зелёный огни». Напольное оборудование АЛС-АРС — МАРС 1/5. В будущем планируется переоснащение линии на основное средство сигнализации АЛС-АРС без автостопов и защитных участков, светофоры автоматического действия будут нормально погашены с исключением для подвижного состава с неисправными/необорудованными/отключёнными устройствами АЛС-АРС.

## Пассажиропоток
С 10 мая 2023 года после повторного открытия участка «Автозаводская — Орехово» было осуществлено 1,5 миллиона поездок.

## Перспективы
Сейчас дальнейшее развитие Замоскворецкой линии не планируется. Ранее рассматривалась возможность продления линии в Химки (в прежних Генеральных планах развития Москвы присутствовала станция «Левобережная», которую предполагалось разместить в Левобережном микрорайоне Химок около одноимённой платформы), однако впоследствии от неё отказались, дабы избежать чрезмерной перегрузки линии. На станции «Технопарк» планируется переход на станцию «Остров мечты» строящейся Бирюлёвской линии.

## Происшествия

#### Пожар на станции «Павелецкая» (1987)
Пожар произошёл 20 апреля 1987 года около восьми часов вечера в хвостовом вагоне поезда, следовавшего в сторону центра по перегону между станциями «Автозаводская» и «Павелецкая». В 19:55 о пожаре машинисту сообщили пассажиры по связи «пассажир-машинист». Машинист немедленно доложил о случившемся диспетчерам. Когда поезд прибыл на станцию «Павелецкая», там уже были подготовлены все первичные противопожарные средства. Пассажиры были эвакуированы со станции, никто не пострадал, в больницу с симптомами отравления дымом была доставлена лишь дежурная по станции, занимавшаяся эвакуацией пассажиров.
Отцепить горящие хвостовые вагоны не представлялось возможным. Было отключено электричество, на станцию прибыли пожарные городской службы 01. Чтобы обеспечить вывоз пассажиров, дополнительные автобусы были поданы к станциям «Автозаводская», «Павелецкая», «Новокузнецкая». В 20:34 пожар был потушен. В течение ночи работники метрополитена занимались ремонтно-восстановительными работами, повреждённый состав был отогнан в депо. В 6 часов утра «Павелецкая» приняла пассажиров, однако из-за значительных повреждений кабельных линий систем сигнализации поезда следовали с увеличенными интервалами.
Причиной возгорания явилось короткое замыкание в силовой электрической схеме вагона, сильно обгорели несколько хвостовых вагонов поезда. На станции пострадала облицовка южной части, построенной в 1943 году. Потребовалась реконструкция, поэтому теперь старая часть станции выглядит более современной, нежели основная колонная часть, открытая при реконструкции станции в 1953 году.
После этого случая началась разработка автоматической системы пожаротушения для вагонов Московского метрополитена. К 1994 году была завершена противопожарная модернизация подвижного состава метрополитена с установкой системы автоматического пожаротушения «Игла».

#### Поломка колёсной пары на перегоне «Новокузнецкая» — «Театральная» (2003)
9 июня 2003 года в 6 часов 40 минут у ведущего вагона метропоезда во время движения от станции «Новокузнецкая» в сторону «Театральной» оторвалась колёсная пара. Поезд сошёл с рельсов и повредил 200 метров силового электрокабеля. Пути были обесточены, пассажиры эвакуированы через первый вагон на станцию «Театральная». Пострадавших при аварии нет. Сразу после происшествия было остановлено движение поездов между станциями «Автозаводская» и «Белорусская». В результате на других линиях метро резко возрос пассажиропоток, возникли заторы на некоторых улицах Москвы. Движение поездов было восстановлено в 15:30.

#### Плывун на перегоне «Царицыно» — «Кантемировская» (2001—2023)

##### Предыстория
В канун Нового 1985 года открылась станция «Царицыно», однако была закрыта на следующий же день из-за восстановительных работ по ликвидации протечек, проявившихся из-за того, что в спешке строительства забыли про гидроизоляцию. Работы длились месяц и 7 февраля станция была открыта.

##### Текущее состояние
15 ноября 2003 года в 3 часа 40 минут в диспетчерскую метрополитена доложили, что при производстве плановых работ по химическому закреплению грунтов произошёл выброс плывуна объёмом до 10 м³ на I путь перегона «Царицыно» — «Кантемировская». Он являлся одним из самых проблемных в метрополитене. Проектом предусматривали соединение тоннелей (сбойку) из чугунных тюбингов с тоннелями из сборного железобетона в зоне плывунных обводнённых грунтов, что и вызвало проблему этого перегона. 20 января 2001 года здесь же, под воздействием внешнего давления грунтов и воды деформировались чугунные тюбинги и железобетонные конструкции тоннеля. Это привело к просадке пути. Скорость движения по перегону ограничили, началась реконструкция участка.
10 апреля 2001 года произошёл прорыв плывуна внутрь тоннеля, приведший к остановке движения. Чтобы снизить негативное воздействие гидрогеологических условий на тоннель (который уже получил деформацию) с января 2001 года в «ночные окна» стали проводиться работы по усилению тюбинговой обделки тоннеля, химическому закреплению внешних грунтов на участке 100 метров двухпутного перегона, а также химзакрепление грунтов из самих тоннелей. Целиком негативное влияние на тоннель исключено не было, поэтому для ликвидации поступления воды в тоннель со второй половины 2003 года проводилось водоподавление с использованием акриловых и полиуретановых материалов. Работы проводились штатно (по плану) в ночь с 14 на 15 ноября 2003 года. В ходе них, после бурения скважины из тоннеля в прилегающие грунты, вновь произошёл выброс плывуна. При подавлении плывуна начался активный вынос песка через дефекты обделки на этом участке (примерно 30-35 м³ песка; интенсивность составляла 30-50 м³ в час). На место инцидента оперативно прибыли аварийно-восстановительные формирования, а к 05:30 основные источники поступления плывуна в тоннель были заглушены, и работа всей Замоскворецкой линии началась в соответствии с графиком. Однако от воздействия нагрузок на проблемный участок, возникающих при движении поездов, произошло раскрытие новых точек поступления плывуна в тоннель, поэтому в 06:40, после прохода восьми составов, движение по участку остановили, а работы были продолжены. Поступление песка в тоннель удалось ликвидировать в 23:30 15 ноября 2003 года, пассажирское движение было открыто с утра 16 ноября. В ночь с 16 на 17 ноября были выполнены дополнительные работы по химическому закреплению грунтов.
Поскольку инцидент, произошедший в ночь с 14 на 15 ноября, показал низкую эффективность традиционных способов борьбы с плывунами на этом отрезке Замоскворецкой линии, было решено обеспечить принудительное водопонижение на проблемном участке, а также срочно спроектировать замену несущей обделки на металлоблоки. На весь период проектирования и ремонта за участком будут наблюдать и продолжать локальные работы с использованием традиционных технологий (уборка песка, нагнетание связывающих растворов, водопонижение).

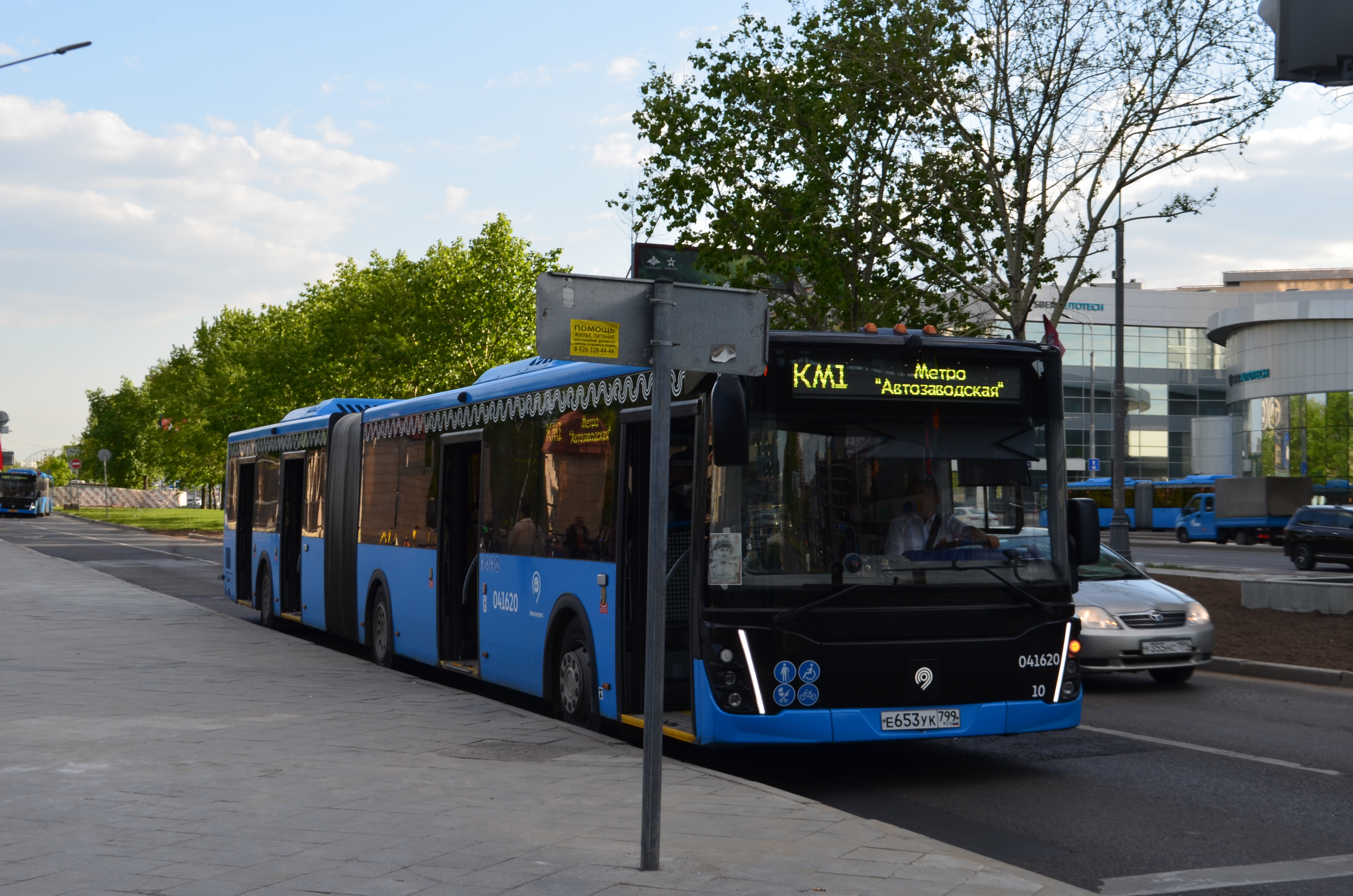
Маршрут КМ1 около станции «Технопарк» (9 мая)

В конце октября 2022 года Департамент транспорта Москвы объявил о закрытии пяти станций Замоскворецкой линии с 12 ноября 2022 года по 10 мая 2023 года. За это время на перегоне «Царицыно» — «Кантемировская» был построен новый тоннель (открытым способом, длиной 120 м) с более надёжной гидроизоляцией взамен прежнего, неспособного сопротивляться плывуну. Остальные станции закрылись в силу особенностей организации движения — оборотные тупики для разворота поездов есть только на станциях «Автозаводская» и «Орехово». Закрытие участка линии потребовало запуска компенсационных автобусных маршрутов — КМ1 от станции «Царицыно» до станции «Автозаводская» и КМ2 от станции «Орехово» с остановкой у платформы «Москворечье» до станции «Автозаводская», которые проработали до 10 мая включительно.

#### Взрыв на перегоне «Автозаводская» — «Павелецкая» (2004)
6 февраля 2004 года в 8 часов 32 минуты в поезде, находящемся на перегоне между станциями «Автозаводская» и «Павелецкая», произошёл взрыв: террорист-смертник привёл в действие взрывное устройство, находившееся у него за спиной в рюкзаке. В результате теракта погиб 41 человек (не считая самого террориста), а почти 250 человек были ранены. Как позже было установлено следствием, бомбу мощностью до 6,6 кг в тротиловом эквиваленте привёл в действие житель Карачаево-Черкесии Анзор Ижаев, 1983 года рождения.
В центральном зале станции «Автозаводская» установлена мемориальная плита с именами погибших.

#### Авария энергосети (2005)
25 мая 2005 года из-за аварии на энергосети на участке от «Павелецкой» до «Красногвардейской» отсутствовало движение поездов.

#### Разрушение тоннелей мелкого заложения из-за неосторожной забивки свай (2006 и 2014)
Как минимум дважды конструкции тоннелей Замоскворецкой линии на участках мелкого заложения подвергались разрушениям из-за неосторожности работников сторонних организаций, проводивших забивку свай под различные конструкции в зоне их пролегания.
Первый инцидент произошёл 19 марта 2006 года в 14 часов 37 минут. Поезд, отошедший от станции «Войковская» в направлении станции «Сокол», столкнулся с бетонной сваей, которая провалилась в тоннель прямо перед приближающимся составом. Машинист Андрей Ульянов заметил проваливающуюся через свод тоннеля сваю и применил экстренное торможение, однако избежать столкновения не удалось — головной вагон налетел на сваю и его лобовая часть была сильно повреждена. Сваей повредило крышу шестого вагона, после чего на передние вагоны рухнули куски бетонной облицовки тоннеля и ещё две сваи. Лишь по счастливой случайности никто не пострадал — в воскресный день вагоны были практически пусты.
Как оказалось, над тоннелем производилась забивка свай под крупный рекламный стенд. После того, как одна из свай провалилась под землю, рабочие отогнали технику от места проведения работ. По заявлению руководства метрополитена, никаких обращений от этой или другой организации за разрешением проводить работы над тоннелем метрополитена в данном месте не поступало. В результате аварии часть Замоскворецкой линии метро от станции «Сокол» до «Речного вокзала» была закрыта, для обеспечения перевозки пассажиров на линию от метро «Речной вокзал» до «Сокола» вышли дополнительно 89 автобусов и 16 троллейбусов.
22 января 2014 года в 15:28 на перегоне между станциями «Коломенская» и «Автозаводская» тоннель по 2 пути был пробит электромонтажной компанией, забивавшей сваи под опору контактной сети на МК МЖД (будущий перегон МЦК «Автозаводская» — «ЗИЛ»). Никто не пострадал, на участке метро «Автозаводская — Каширская» движение поездов было остановлено. На время устранения неполадок на улицы в качестве компенсирующего маршрута выехало около 30 автобусов и 10 троллейбусов. Поезда следовали до станций «Орехово», «Каширская», «Варшавская», «Каховская» при движении на север, до станций «Автозаводская» и «Сокол» при движении на юг. Поезда ездили в укороченном виде (5-7 вагонов), также использовались поезда с Каховской линии. Движение по участку было полностью восстановлено в 19 часов 50 минут.

## В культуре
Для дополнения (мода) «Metrostroi Subway Simulator» к игре «Garry's Mod» в Steam группой разработчиков-энтузиастов воссоздаётся участок Замоскворецкой линии «Ховрино» — «Белорусская» с электродепо «Сокол». Участок будет функционировать в виде аддона (аддонов) в Steam Workshop. Дополнение отличается от других компьютерных симуляторов поезда высокой реалистичностью.